# Molly of Denali
Molly of Denali är en amerikansk-kanadensisk animerad TV-serie, skapad och producerad av Atomic Cartoons och WGBH Kids för PBS Kids och CBC Television. Den hade premiär den 15 juli 2019.